# João Gomes do Val
João Gomes do Val (Valença-RJ, 10 de março de 1834 – Valença-RJ, 20 de dezembro de 1887) foi um engenheiro brasileiro.

## Biografia
Diplomou-se em engenharia no Rio de Janeiro e estudou na Bélgica.
Trabalhou na Leopoldina Railways (Estrada de Ferro Leopoldina) e na Estrada de Ferro Central do Brasil como engenheiro. Val trabalhou ainda na Estrada de Ferro Rio das Flores e mereceu do Imperador D. Pedro II a comenda da Imperial Ordem da Rosa pelos seus serviços como engenheiro.
Filho de Matheus Gomes do Val e de Tereza Leonisia Meirelles do Val, foi casado com Francisca Carolina Monteiro da Silveira.